# 一式重機関銃
一式重機関銃（いっしきじゅうきかんじゅう）は、大日本帝国陸軍が1942年（昭和17年）に制式採用した重機関銃である。

## 開発経緯
一式重機関銃採用以前の日本陸軍では、九二式重機関銃を主力重機関銃としており、重機関銃用弾薬は九二式実包を使っていた。しかし、1939年（昭和14年）に採用された九九式軽機関銃および九九式小銃は、九二式実包とは異なる九九式実包が使用されることとなった。この九九式実包は外形上九二式実包と完全な互換性を持っていたが、軽機関銃用に反動を抑える目的で装薬を減らしてあるため、威力が低下していた。弾道特性が変化して照準器も不適合となるため、九九式実包は九二式重機関銃に最適な弾薬とは言えず、今後の弾薬の生産・補給上で不都合が生じることになった。
また、日本陸軍の部隊戦闘単位が大隊を基準にした火力運用から、大隊火器を各歩兵中隊に分派しての中隊を中心としたものへと移行した結果、大隊火器の中核を担ってきた重機関銃は、激しい運動をする中隊用機関銃へと変化を余儀なくされていくこととなった。大隊には速射砲や歩兵砲にも対応した充実した行李があり、重機関銃中隊にも日本軍にしては非常に充実した弾薬小隊も付いていたため、従来は密度の高い後方支援が重機関銃に与えられていた。ところが、歩兵中隊に小規模で分派すると、このような密度の高い支援体制は期待できなくなるのである。そこで、大隊の重機関銃中隊はそのままに、新たに各中隊にも最初から重機関銃を配備する構想が生じた。
新構想に応じた急速増産を考えた場合、既存の九二式重機関銃は、製造工程が他銃に比べ多く大量生産に向かない構造という問題があった。各中隊での運用を考えると、運動性は九二式重機よりも更に高い必要があった。歩兵中隊向けに照準器のみ九九式実包に合わせた九二式重機関銃を新たに製造することはオーパースペックで不経済であるばかりでなく、運用上も混乱を招くことが予測された。
そこで日本陸軍は、主に九九式実包で運用するに十分な程度の、九二式重機関銃よりも軽く安価で量産向きの重機関銃の開発を開始した。1940年3月に最初の試作型が完成。この最初の試作型はピストルグリップと直銃床、二脚を持ち、MG08重機関銃と類似した橇型銃架が組み合わされており、幾つかの相違点はあるが、後に試製三式軽機関銃と呼ばれる九九式軽機関銃の後継軽機関銃と極めて酷似した外見を有していた。この最初の試作型は銃架の安定性が不足しており、作動不良が多発した事から、同年6月には改良された橇型銃架とスペードグリップに変更された第二の試作型がテストされている。この第二の試作型では九九式軽機に似たラッパ型のフラッシュハイダーが装着されていたが、従来の九二式と運用法が異なる橇型銃架が不評で、最終的には九二式重機と共用可能な三脚架と九二式重機と同じ折り畳み可能なハの字型グリップが採用されたより保守的な形状の試作型が1942年（昭和17年）に完成し、一式重機関銃の名称で陸軍に制式採用された。制式採用時期は皇紀で2602年なのだが、二式とせず一式と命名されている。

## 構造
外見は九二式重機関銃を参考にしていたため余り変化はないが、主用弾薬を九九式実包に改めたことや各部品を簡略化している。具体的には銃身の放熱フィンを大幅に減らして軽量化し、保弾板周りではガイドローラーや弾薬の塗油装置などが省略されている。その結果、九二式に比べて銃本体で10kg前後、三脚も含めた銃全体では20kg以上の軽量化に成功した。放熱フィンが減少した事で銃身が過熱しやすくなる為、専用工具を用いる事で九二式よりも容易に銃身が交換出来る構造が採用されたが、九六式軽機関銃のような独立したラッチレバーによる固定法や、62式7.62mm機関銃などのように銃身のキャリングハンドルを兼ねたクイックリリースを用いる構造ではない為、熟練した兵士でも銃身交換には概ね1分前後の時間を要するとされた。銃架には運動性の考慮から四脚式も試されたが、最終的には九二式に類似した三脚式が選ばれた。三脚自体も軽量化と改良がおこなわれており、水平旋回角度が九二式の33.5度から45度に向上している。間接射撃や対空射撃を見越した仰角が取れる事は従来通りであった。安全装置は九二式の押鉄そのものを右に回転させる事で安全装置を掛ける構造から、機関部左側下部の独立した操作レバーを操作する方式に改められた。それ以外の構成は九二式とは変更はなく、依然として保弾板による給弾機構のままだった。照準眼鏡は九二式と同じ物が使用でき、対空用の照準環（高射照門）（スパイダーサイト）も取り付け可能であった。
なお、従来からの九二式実包も射撃できるが、その場合は反動の強さから集弾性が若干悪くなる他、本銃本体に装着されている距離照尺とは弾道が異なる。

## 生産と運用
中隊運用を目的として開発された一式重機関銃であったが、実際には開戦により装備改編・訓練の時間的余裕が無くなったのと、戦争拡大に伴う部隊増設による重機関銃需要の増大により中隊への重機関銃配備は諦められ、単に九二式の代用として重機関銃中隊で用いられるに終始した。また手間のかかる製造ラインの変更よりも既存の設備で製造できる九二式重機関銃の増産が優先された為、ごく少数が製造されたのみに終わり、各戦線ではごく少数しか出回ることがなかった。結果として余り目立った活躍も残されていない。